# 喜氣洋洋
《喜氣洋洋》，香港歌手徐小鳳的歌曲，改編自日本歌手五輪真弓的，由鄭國江填詞，吳智強編曲；收錄於1979年推出的專輯《夜風中》。此曲一直是為喜慶場合助興的歌曲，近年因多作「幸災樂禍」之用而走紅，成為一個網絡迷因。

## 沿革
原是一首情歌，獲徐小鳳翻唱，以非主打歌收錄於《夜風中》，是1970年代末罕見的粵語Band Sound歌。鑒於她是夜總會歌手，鄭國江特地填成一首喜慶場合的助興曲。《喜氣洋洋》亦被視為賀年曲，是徐小鳳新年時在「紅館前身」海城夜總會必唱的熱門歌。
據蘋果日報報導，《喜氣洋洋》在1991年已略染上反諷的色彩，無線電視劇《老友鬼鬼》張衞健演的鬼因梁藝齡飾演的女角將身死而嫁給他，唱出此曲。2000年代，此曲開始被高登討論區會員以歌詞搭配高登圖示來嘲諷他們所討厭的人物和組織，如2009年患上人類豬型流感的藝人鄧麗欣。
2012年，民建聯的劉江華於立法會選舉落選，市民到其沙田區議員辦事處前播放《喜氣洋洋》慶祝。2015年，建制派立法會議員鍾樹根及葛珮帆落選區議會，網民到二人辦事處高唱此曲，獲多間傳媒報導；建制派於2019年區議會選舉大敗後亦如是。
曾有人詢問鄭國江和徐小鳳的看法，前者對此曲再度翻紅表示欣喜，並對它變成了一首「好百搭、好奀皮（頑皮）」的歌感到「莫名其妙」。後者說網民「真曳曳（頑皮）」。網民以《喜氣洋洋》幸災樂禍時，常會說一句「有請小鳳姐」為引子或借代全詞。2016年徐小鳳辦演唱會時就引之為口號：「既然青春留不住，不如有請小鳳姐」。